# 徐賓諾
徐賓諾（挪威語：Bjarne Gislefoss，1923年1月19日—2022年12月16日）挪威籍護理師，1952年受挪威協力差會差派來到台湾，先後在馬偕紀念醫院、樂生療養院、芥菜種會兒童之家、埔里基督教醫院服務，為第二屆醫療奉獻獎得主，與妻子紀歐惠一同被尊稱為埔里的「阿公」與「阿嬤」。

## 生平
1923年，徐賓諾出生於挪威康斯摩，受家庭與教會影響，自小就是虔誠的基督徒，並在16歲時確定未來要成為宣教士。1943年，他進入奧斯陸的戴空曼學校（Diakonhjemmet Lillekurs）的護理科就學。并于1947年毕业，而后白天進入奧斯陸的監獄醫院服務，晚上則進入當地高中的夜校就學。1952年，他受挪威協力差會指派來台，先在馬偕紀念醫院服務，從事醫療、藥局、護士指導及協助工作。同年受孫理蓮宣教士之邀，至樂生療養院服務漢生病患者。次年，協助孫理蓮成立芥菜種會兒童之家，並進入院中照顧這群過去身處監獄或流浪街頭的少年。
1954年，應世界展望會創辦人鮑伯·皮爾斯博士之邀，至韓國孤兒院任負責人之職。1956年，在孫理蓮邀請下，徐賓諾從韓國返台，加入孫理蓮所創辦，謝緯醫師負責的「基督教山地中心診所」，也是今日埔里基督教醫院之前身。并于1960年擔任埔里基督教醫院第二任院長。
1963年，徐賓諾與紀歐惠醫師結婚，共同服務於埔里地區。1966年，獲「中華民國好人好事」表揚。次年，設立「小兒麻痺之家」，為台灣最早專門針對小兒麻痺預防、治療和復健的機構。並在同年與紀歐惠醫師到挪威和美國募款，共募得新台幣四百餘萬元，供給30名小兒麻痺患者醫療及教育之用。
1985年，卸下埔里基督教醫院院長職務，轉任顧問。2002年，埔里基督教醫院、埔里鎮民上街請願，籲請政府給予徐賓諾與紀歐惠永久居留權。同年兩人獲頒中華民國內政部「外僑永久居留證」，成為首位獲得居留權的外國人士。

## 获奖
1991年，與妻子紀歐惠同獲「挪威國家最高榮譽獎」，以表彰他們對台灣原住民的貢獻。

次年，徐賓諾獲「中華民國第二屆醫療奉獻獎」。
1996年，前總統李登輝頒贈「總統紫色大綬景星勳章」给予夫妻二人。同年兩人又獲頒埔里榮譽鎮民。
2001年	獲行政院原住民委員會所頒發「中華民國第五屆促進原住民社會發展有功人員獎」。

2022年9月5日	獲國立暨南國際大學所頒發「名譽管理學博士學位」。

## 相關書籍
- 《徐賓諾與紀歐惠：愛的超能力》 鄭和茵，使徒出版社，2019。[14]